# Живучи разом нарізно
Живучи разом нарізно (англ. Living apart together, LAT) — інтимні стосунки, коли партнер(к)и живуть окремо за різними адресами. Сюди входять пари, які бажають жити разом, але ще не в змозі, а також пари, які віддають перевагу (або мусять) жити окремо, з різних причин.

## Статистика
На початку 2000-х кількість таких пар складала близько 10% дорослих у Британії (за винятком тих, хто живе з родиною), і понад чверть усіх тих, хто не перебуває у шлюбі. Аналогічні показники зафіксовані і для інших країн Північної Європи, включаючи Бельгію, Францію, Німеччину, Нідерланди, Норвегію та Швецію. Дослідження свідчать про схожі або навіть більш високі показники у південній Європі, хоча тут пари,  часто залишаються у батьківських домашніх господарствах аби опікуватися родичами. В Австралії, Канаді та США опитування свідчать, що між 6% і 9% неодружених дорослих мають партнера(-ку), що проживає в іншому місці.

## Історичні приклади
- У 1840-х роках композитор Фредерік Шопен і письменниця та феміністка Жорж Санд мали «незвичайні» стосунки, які сьогодні назвали б LAT.
- Часто згадується LAT-зв’язок між філософом Жаном-Полем Сартром (1905–1980) і філософинею-феміністкою Сімоною де Бовуар (1908–1986).

Однак не лише багаті та відомі люди живуть окремо, LAT поширений серед звичайних людей у всіх соціальних групах. Документальний фільм Two's a Crowd документує подружжя з Нью-Йорка, яке було змушене відмовитися від LAT-стосунків через економічний спад кінця 2000-х. У фільмі показано, як пара намагається облаштувати дві окремі «квартири» в одній, після того як вони змушені переїхати одне до одного.

## Традиційні форми
У межах Азії "ходячі шлюби" все частіше зустрічаються в Пекіні. Го Цзяньмей, директор центру жіночих досліджень Пекінського університету, заявив кореспонденту Newsday: "Пізніші шлюби відображають значні зміни в китайському суспільстві". "Ходячий шлюб" відноситься до типу тимчасового шлюбу, які укладаються представниками Мосуо, в якому партнери-чоловіки живуть в іншому місці та здійснюють до дружин нічні візити. Подібна традиція є у Саудівській Аравії, яка називається шлюбом Misyar і також передбачає, що чоловік і дружина живуть окремо, але регулярно зустрічаються.